# Црноврати гњурац
Црноврати гњурац (лат. Podiceps nigricollis) је члан породице гњураца, птица водених станишта. Описао га је Кристијан Лудвиг Брем 1831. године. Његово гнездеће перје одликује се препознатљивим окер перјем које се протеже иза ока и преко ушних прекривача. Остали горњи делови, укључујући главу, врат и груди, обојени су црно до црнкасто-смеђе боје. Бокови су жућкасто-риђе до кестењасто-смеђе боје, а стомак је бео. У свом негнездећем перју, ова птица има сивкасто-црне горње делове, укључујући врх главе и вертикалну пругу на задњем делу врата. Бокови су такође сиво-црни. Остатак тела је беле или беличасте боје. Млади јединке имају више смеђе боје у тамнијим деловима. Ова врста је присутна у деловима Африке, Евроазије и Америке.
Црноврати гњурац користи више техника тражења хране. Инсекти, који чине већину исхране ове птице, хватају се или на површини воде или док су у лету; ова врста повремено практикује сакупљање лишћа. Црноврати гњурац рони да би уловио ракове, мекушце, пуноглавце, мале жабе и рибе. Приликом митарења на сланим језерима, ова птица се храни углавном шкампима. Црноврати гњурац прави плутајуће гнездо у облику шоље на отвореном језеру. Гнездо је покривенo диском. Ово гнездо се налази и у колонијама и самостално. Током сезоне гнежђења, која варира у зависности од локације, ова врста ће положити једно (понекад два) легла од три до четири јаја. Број јаја је понекад већи због конспецифичног паразитизма легла. Након 21 дана инкубације, јаја се излегу, а затим гнездо бива напуштено. После отприлике 10 дана, родитељи су поделили птиће међусобно. Након тога, птићи постају независни за око 10 дана, а добијају комплетно перје за око три недеље.
Иако углавном избегава лет, црноврати гњурац путује чак 6.000 км током миграције. Поред тога, постаје неспособна за лет најмање месец дана након завршетка миграције како би стигла до подручја где може безбедно да се измитари. Током овог митарења, гњурац може удвостручити тежину. Миграција до ових подручја може бити опасна, понекад са хиљадама смртних случајева гњурца. Упркос томе, Међународна унија за заштиту природе (IUCN) класификује га као најмање угрожени таксон. Вероватно је да је ово најбројнији гњурац на свету. Постоје потенцијалне претње, попут изливања нафте, али вероватно неће представљати велики ризик за целокупну популацију.

## Таксономија
Црновратог гњурца је први описао Карл Лудвиг Хаблиц 1783. године као Colymbus caspicus, по птици у Бандар-е Анзалију. Првобитно се сматрало да је ово синоним за ушатог гњурца, све док Ервин Штреземан није открио да се опис више односи на црновратог гњурца 1948. године. Пре овога, сматра се да је најранији опис дао Кристијан Лудвиг Брем 1831. године, који је овој птици дао њено садашње научно име Podiceps nigricollis по немачкој птици. Да би решила ово питање, Међународна комисија за зоолошку номенклатуру је потиснула име Colymbus caspicus. Име рода Dytes се понекад користи за ову врсту и њене најближе сроднике, место које је преферирао Роберт Риџвеј 1881. године.
Црноврати гњурац је уско повезана са јужноамеричким сребрним гњурцем и хунинским гњурцем. Изумрли колумбијски гњурац Podiceps andinus је посебно блиско сродан и често се сматра подврстом Podiceps nigricollis ; генетски је угнежђен унутар ње.

### Подврсте
Тренутно постоје три прихваћене подврсте. 
| Лето                                    | Зима                                      | Научно име                                         | Уобичајено име            | Дистрибуција | Белешке |
| --------------------------------------- | ----------------------------------------- | -------------------------------------------------- | ------------------------- | --- | --- |
| Алтлусхеим, Баден-Виртемберг, Немачка   | Језеро Боритх, Гилгит-Балтистан, Пакистан | Podiceps nigricollis nigricollis(Брехм, 1831)      | Црноврати гњурац          | Преко умереног Палеарктика од западне Европе до источне Азије, зимујући даље на југу до северне Африке, Персијског залива и јужне Кине                                                   | Номинална подврста. Неки аутори у ову подврсту убрајају птице источне Африке (Етиопија, Кенија), а не Podiceps nigricollis gurneyi. |
| Самерстранд, Источни Кејп, Јужна Африка | Кејптаун, Западни Кејп, Јужна Африка      | Podiceps nigricollis gurneyi (Робертс, 1919)       | Афрички црноврати гњурац  | Источна и јужна Африка од Етиопије до Јужне Африке станарица | Сивља глава и горњи делови; најмања подврста. Треба напоменути да "Handbook of the Birds of the World" погрешно наводи да ова подврста нема зимско перје ово је у супротности са регионалним теренским водичима, који је илуструју и описују, као и са фотографским доказима |
| Бентон Лејк НВР, Монтана, САД           | Сан Луис Обиспо, Калифорнија, САД         | Podiceps nigricollis californicus (Хеерманн, 1854) | Амерички црноврати гњурац | Унутрашњост југозападне Канаде и запад Сједињених Држава, зимује на пацифичкој обали и унутрашњим водама од југозападне Канаде на југ до Гватемале, повремено источно до атлантске обале | Дужи кљун него код осталих подврста |

Генеричко име, Podiceps, потиче од две латинске речи: podicis, што значи ’vent’ или ’anus’, и pes значење ’foot’. Ово се односи на тачку причвршћивања птичјих ногу на крајњем задњем делу тела. Специфични епитет nigricollis је латински за ’black-necked’: niger значи ’black’ и collis значи ’neck’. Епитет подврсте californicus потиче од речи „Калифорнија“, док gurneyi потиче од имена британског орнитолога Џона Хенрија Гернија старијег.
Међународни орнитолошки комитет (IOC) је одредио званични назив „црноврати гњурац“. Оба уобичајена имена за ову врсту односе се на карактеристике видљиве када је птица у свом гнездећем перју; у таквом перју има потпуно црн врат и прскање златно обојеног перја са сваке стране главе. Назив „ухати гњурац“ је скоро век старији од назива „црноврати гњурац“. Потоњи је први пут употребио Ернст Хартерт 1912. године, у настојању да усклади уобичајени назив врсте са њеним научним називом, и/или да избегне дугу историју забуне између народног назива „ухи“ са научним називом ушатог гњурца Podiceps auritus ( auritus, латински, „уши“). Назив „eared grebe“ се и даље користи у Северној Америци за ову птицу.

## Опис
Црноврати гњурац обично мери између 28-34 цм дужине и распона крила од 56-60 цм код Podiceps nigricollis nigricollis, и 52-55 цм код Podiceps nigricollis californicus. Тежи 215-450 гр, при чему су мужјаци у просеку тежи од женки. Номинована подврста у гнездећем перју има главу, врат, груди и горње делове тела обојене у црно до црнкасто-смеђу боју, са изузетком окер боје лепезе перја која се протеже иза ока, преко покривача очију и бочних страна потиљка. Око је јарко црвене боје, са уским и блеђим жутим прстеном на унутрашњим деловима ока и наранџасто-жутим до ружичасто-црвеним очним прстеном. Танки, уздигнути кљун, с друге стране, је црн и повезан је са оком црнкастом линијом која почиње од краја кљуна. Понекад се може видети да је предњи део врата углавном смеђе боје. Горљи део крила је црнкасте до сивосмеђе боје и има белу мрљу коју формирају секундарна пера и део унутрашњих примарних крила. Бокови су обојени од жућкасто-риђе до кестењасто-смеђе и понеке имају црнкасте мрље. Доњи део крила и стомак су бели, са изузетком једногодишљих птица који имају тамнија терцијална крила и углавном бледо сиво-смеђа спољна примарна пера. Ноге су тамно зеленкасто-сиве боје. Полови су слични.
У негнездећем перју, номинована јединка има сивкасто-црне горње делове, капу, потиљак и задњи врат, при чему је боја на горњем делу потоњег садржана у вертикалној прузи. Тамна боја капе досеже испод ока и може се видети, дифузно, до покривача ушију. Иза покривача ушију са стране врата налазе се бели овали. Остатак врата је сиве до смеђе-сиве боје и има белу боју која варира у количини. Груди су беле, а стомак је беличаст. Бокови су обојени мешавином црнкасто-сиве боје са белим мрљама. Боја кљуна у негнездећем перју разликује се од боје перја током гнежђења, при чему је прва знатно сивље боје.
Младунац црновратог гњурца је сличан одраслој јединки у негнездећем перју. Међутим, постоје разлике, укључујући и чињеницу да су тамне области обично смеђкасте код младунаца, са мање црне боје. Део између ока и кљуна је често бледо сиве боје, са беличастим траговима иза ока. Са стране главе и горњег дела врата налази се жућкаста или смеђа нијанса. Птић је паперјаст и има црнкасто-сиву главу са пругама и пегама које су беле или бледо жућкасто-сиве. Грло и предњи део врата су углавном бледи. Горњи делови су углавном тамно сиве боје, а стомак је бео.
Подврста Podiceps nigricollis californicus обично има дужи кљун у поређењу са номиналном врстом и има смеђе-сива унутрашња примарна пеа током сезоне гнежђења. Када се не гнезди, номинална врста има дифузне и бледе боје ређе од Podiceps nigricollis californicus. Афричка подврста Podiceps nigricollis gurneyi је најмања од три подврсте, поред тога што има сивљу главу и горње делове тела. Одрасла јединка ове подврсте такође има риђкасто-смеђу нијансу на мањим покривачима крила 

### Оглашавање
Приликом гнежђења, црноврати гњурац испушта тихи звук „ооок“ који се пење у висини тона са већ високог тона. Ово оглашавање се такође користи као територијални зов, поред ниског и брзог трила, који се и сам користи током удварања. Други позив је кратак „пууии“ или „вит“. Црноврати гњурац је тих када није сезона гнежђења и када се храни или одмара.

## Распрострањеност и станиште
Ова врста се гнезди у вегетацијским подручјима слатководних језера широм умерене Европе, Азије, источне и јужне Африке, унутрашњости југозападне Канаде и југозападног и западног дела Сједињених Држава. Након парења, ова птица мигрира у слана језера ради митарења. Затим, након што заврши митарење и чека понекад и неколико месеци, мигрира на зиму на местима као што су југозападни Палеарктик и источни делови Африке и Азије. Такође зимује у јужној Африци, још једном месту где се размножава. У Америци зимује чак до Гватемале на југу,  а повремено и јужније у Централној Америци, иако су веће популације које зимују тамо углавном ограничене на острва у Калифорнијском заливу, Салтонском мору и Доњој Калифорнији. Када се не гнезди, његово станиште су првенствено слана језера, заклоњена приобална мора и приобални естуари.

## Понашање
Црноврати гњурац је веома друштвен, обично формира велике колоније када се гнезди, а велика јата када се не гнезди.

### Гнежђење
Црноврати гњурац гради своје плутајуће гнездо у обично плиткој води отворених језера. Само гнездо је усидрено за језеро биљкама. Граде га и мужјак и женка и направљен је од биљне материје. Већи део је потопљен, при чему је дно плитке шоље обично у равни са водом. Изнад шоље се налази равни диск. Црноврати гњурац се гнезди и у колонијама и сам. Када се не гнезди сам, често се гнезди у колонијама мешаних врста састављеним од речних галебова, патака и разних других птица водених станишта. Размак између гнезда у овим колонијама је често 1-2 м. То да ли се гнезди у колонијама или не утиче на димензије гнезда. Када птица није у колонији, гнездо има просечан пречник од 28 цм, иако ово може да варира, са гнездима величине од око 20 цм до преко 30 цм. Ово се упоређује са гнездима у колонијама, која имају просечан пречник од око 25,5 cm. Претпоставља се да ће понекад неки парови црновратог гњурца чувати више гнезда када су у колонијама.
Формирање парова код црновратог гњурца обично почиње током пауза у миграцији ка местима за гнежђење, мада се повремено дешава и раније, код парова који зимују. Ово формирање пара се наставља и након што црноврати гњурац стигне на своја места за гнежђење. Удварање се дешава када стигне до језера за гнежђење. Удварања се изводе на средини језера. Нема територије укључене у удварање; јединке користе целокупно подручје језера. Када тражи партнера, црноврати гњурац ће се приближити другим црновратим гњурцима са распуштеним телом и усправним вратом. Затвара кљун да би се огласио, "пу-и-чк", при чему је последњи звук једва чујан. Удварање се генерално завршава на почетку гнежђења.
На северној хемисфери, ова птица се гнезди од априла до августа. У источној Африци, сезона гнежђења је најмање од јануара до фебруара, док је у јужној Африци сезона гнежђења од октобра до априла.
Црноврати гњурац је друштвено моногаман. Конспецифични или интраспецифични паразитизам легла, где женка полаже јаја у гнездо других птица своје врсте, је чест, при чему је у просеку скоро 40% гнезда паратизирано. Што се тиче територије, овај гњурац ће бранити само своје гнездо.
Црноврати гњурац има једно гнежђење, понекад два, са од три до четири зеленкаста или плавкаста јаја. Гнезда која су била подвргнута паразитизму имаће у просеку два јаја више, иако је број јаја које домаћин положи приближно исти без обзира да ли је био подвргнут паразитизму гнезда или не. Јаја, иако у почетку беспрекорна, ипак се замрљају биљном материјом од које је гнездо изграђено. Јаја су величине 45 x 30мм у просеку и оба родитеља их инкубирају око 21 дан. Датум полагања јаја је донекле синхронизован, при чему птице у малим колонијама имају датуме полагања јаја распоређене за само неколико дана, у поређењу са великим колонијама, где је датум полагања јаја распоређен на више од 10 дана.
Након што се птићи излегу, птице ће напустити своје гнездо. Иако млади могу да пливају и роне током овог периода, ретко то раде, већ остају на леђима родитеља четири дана након излегања. Ово понашање је присутно код свих гњураца и вероватно је еволуирало јер смањује трошкове путовања, посебно оних назад у гнездо ради излегања птића и њихове хране. После око 10 дана, родитељи су поделили пилиће, при чему је сваки родитељ бринуо о око половини легла. Након овог раздвајања, птићи су независни за око 10 дана, и перјају се за око три недеље.
Када је узнемирена током инкубације, ова птица обично (нешто мање од 50% времена) делимично покрива своја јаја материјалом за гнездо када поремећај није изненадан, али птица са непотпуним леглом обично не покушава да покрије јаја. С друге стране, када је поремећај изненадан, црноврати гњурац обично (нешто мање од 50% времена) не покрива своја јаја. У поређењу са тим, друге врсте гњураца покривају своја јаја када напуштају гнездо. Предаторство обично није примарни узрок губитка јаја, при чему се већина неуспеха у гнежђењу дешава након што се птићи излегу. Главни узрок овога је хлађење младих.

### Храњење
Црноврати гњурац се храни углавном роњењем из воде, при чему роњења обично трају мање од 30 секунди. Ови зарони су обично краћи када су у плиткој води. Између зарона, црноврати гњурац се одмара у просеку 15 секунди. Када се храни шкампима на хиперсалинским језерима, вероватно користи свој велики језик да блокира усну дупљу. Претпоставља се да затим гњечи плен о непце како би уклонио вишак воде. Такође се храни скупљањем лишћа, чупањем предмета са површине воде, потапањем главе док плива, а понекад и хватањем летећих инсеката.
Црноврати гњурац се храни углавном инсектима, како одраслим тако и ларвалним стадијумима, као и раковима, мекушцима, пуноглавцима, малим жабама и рибама. Међутим, када се митари на језерима са високим салинитетом, ова птица се углавном храни шкампима. Понашање црновратих гњураца се мења као одговор на доступност шкампа; водене површине са више шкампа имају више гњураца, а гњурци проводе више времена тражећи храну када се број шкампа и температура воде смање.
Родитељи хране младунце једно по једно, при чему једна птица носи младунце док их друга храни. Млади узимају храну хватајући је кљуновима од родитеља или хватајући храну која им падне у воду. Када млада птица не може да зграби храну, одрасле јединке урањају кљун у воду и тресу га да би разбиле храну.

### Митарење и миграција
Када се гнежђење заврши, неки црноврати гњурци се митаре док су још на местима за гнежђење, али већина то чини тек након митарења. Ова миграција се одвија ка сланим језерима, посебно језерима са великим бројем бескичмењака као плена, како би се птице могле угојити током митарења пре него што наставе зимску миграцију. Миграција је опасна, јер стотине, а понекад и хиљаде птица гине у снежним олујама када путују до места као што је језеро Моно.
Након митарења, птице се поново пресвлаче између августа и септембра, што их чини неспособним за летење. Митарењу претходи повећање тежине. Током митарења, мишићи груди атрофирају. Када се митарење заврши, птице настављају да добијају на тежини, често више него удвостручујући своју првобитну тежину. Ова додатна масноћа се користи за покретање ноћне јесење миграције црновратог гњурца до његових зимовалишта. Маст је најконцентрисанија у абдомену, затим највећа у грудном кошу, а најмање у грудима. Миграција обично почиње раније када су шкампи бројнији и када је језеро где се митаре на вишој од просечне температуре. Птице углавном одлазе у ведре ноћи са нижим од просечних температура површине.

### Кретање
Црноврати гњурац је један од најнеефикаснијих летача међу птицама. Генерално, избегава летење по сваку цену и резервише летове на велике удаљености искључиво за миграцију. Ово је у комбинацији са чињеницом да је ова птица неспособна да лети 35-40 дана током митарења. Међутим, приликом миграције, прелази чак 6.000 км да би стигла до богатих подручја за исхрану која експлоатише мало других врста. У лету, облик овог гњурца је попут морских гњураца: прав врат, ноге испружене, а крила често у замаху.
Приликом роњења, ова птица повлачи главу уназад, а затим је савија напред у воду, пратећи тело и благо одскачући. Ноге почињу да се крећу тек након што су под водом. Када плива по површини воде, тело овог гњурца је релативно високо, иако се ниједан доњи део тела не види. Врат се држи усправно на опуштен начин, а кљун је усмерен напред и паралелно са водом. Свако стопало изводи снажне наизменичне покрете.

## Болести
У прошлости су забележени случајеви смрти великих размера (као што је 150.000 птица у Салтон Сију 1992. године) од еризипела, птичје колере, птичјег ботулизма и вируса Западног Нила. На пример, 2013. године, на Великом сланом језеру, дошло је до епидемије вируса Западног Нила који је изазвао једно од највећих забележених помора птица у САД. Узрок епидемије и начини преношења нису познати, али постоје спекулације начину преношења. Пошто вирус Западног Нила може да преживи у шкампима (и, привремено, у води на одређеним температурама), вероватно је да су се гњурци могли заразити једући оболеле шкампе и/или пливајући у контаминираној води. Такође се сугерише да би се вирус Западног Нила могао преносити међу гњурцима контактом са изметом заражене птице, могуће око водених површина, заједничких места за гнежђење, подручја где птице живе заједно. Птичја колера, још једна болест која може изазвати масовни помор код ове врсте, преноси се тренутно непознатим биотоксинима и/или патогенима, као и проблемима са водоотпорношћу перја, што доводи птице у опасност.

## Статус
Од 2016. године, црноврати гњурац је класификован као најмање угрожени таксон од стране Међународне уније за заштиту природе (IUCN). Тренд популације је неизвестан, јер неке популације опадају, док су друге стабилне, имају неизвестан тренд или расту. Оправдање за тренутну класификацију ове врсте је њена веома велика популација (процењена на око 3,9–4,2 милиона јединки) у комбинацији са великим процењеним обимом распрострањености (око 155 милиона km²). Овај гњурац је вероватно најбројнији гњурац на свету.
Непознати биотоксини, патогени и оштећење водоотпорности перја могу довести до хипотермије и птичје колере. Пошто црноврати гњурац обично зимује на обали, такође је осетљив на загађење нафтом. Болест великих размера, попут птичје колере, могла би угрозити ову врсту. Ови и други фактори, попут људског узнемиравања, укључујући сударе са далеководима, доприносе смањењу популација у одређеним подручјима. Ова врста је раније била угрожена у Северној Америци због индустрије шешира, која је олакшавала лов на птице, и сакупљача јаја. Иако је то тачно, црноврати гњурац се лови у провинцији Гилан у Ирану, како у комерцијалне, тако и у рекреативне сврхе. Међутим, нема доказа који указују на то да би ове претње могле да резултирају значајним ризиком за целокупну популацију.